# El Riff (álbum)
El Riff es un álbum de estudio del músico de rock argentino Pappo como solista, editado en 1990 por el sello DBN. 

## Detalles
Este trabajo es una reedición para el mercado argentino del miniálbum Patrulha 85 (1985), del grupo brasileño Patrulha do Espaço, en el cual Pappo tocó la guitarra.
El disco está cantado en portugués, por el vocalista y bajista de Patrulha, Sergio Santana.
El baterista en este álbum es Rolando Castello Junior, viejo conocido de Pappo de los tiempos de Aeroblus.
El mismo año, 1985, Pappo grabó algunas de estas canciones, cantadas por él mismo en castellano, en el álbum Riff VII. 
La edición en CD de El Riff contiene un tema de Pappo & Widowmaker: "Cabeza de martillo", única canción conocida de esta agrupación.

## Canciones
Todas las canciones escritas y compuestas por Pappo. 
| N.º | Título                                    | Duración |  |
| 1.  | «El Riff» (con Patrulha do Espaço)        | 2:57     |  |
| 2.  | «Ojo animal» (con Patrulha do Espaço)     | 3:48     |  |
| 3.  | «Dios devorador» (con Patrulha do Espaço) | 3:24     |  |
| 4.  | «Robot» (con Patrulha do Espaço)          | 3:02     |  |
| 5.  | «Mujer fácil» (con Patrulha do Espaço)    | 3:34     |  |
| 6.  | «Cabeza de martillo» (con Widowmaker)     | 5:19     |  |

## Músicos
- Sergio Santana - Bajo y voz
- Pappo - Guitarra
- Rolando Castello Junior - Batería